# ソユーズMS-20
ソユーズMS-20 (ロシア語: Союз МС-20) は、2021年12月8日にISSに向けて打ち上げられたロシアのソユーズ宇宙船である。これまでのソユーズの飛行とは異なり、ソユーズMS-20は国際宇宙ステーション長期滞在クルーの輸送や、ステーションに搭乗中の乗組員の救命船としての飛行ではなく、コマンダーの職業宇宙飛行士1名のほかに宇宙旅行を提供するスペース・アドベンチャーズによって選ばれた2名の宇宙旅行客が搭乗し、同社にとってはこれが8人目と9人目のクライアントになり、9度目のISSへの宇宙旅行ミッションとなる。ISSへの飛行には6時間を要した。

## クルー
| 地位           | 乗組員                                                     | 乗組員                                                     |
| -------------- | ---------------------------------------------------------- | ---------------------------------------------------------- |
| コマンダー     | アレクサンドル・ミシュルキン, ロスコスモス 3回目の宇宙飛行 | アレクサンドル・ミシュルキン, ロスコスモス 3回目の宇宙飛行 |
| 宇宙旅行参加者 | 前澤友作, スペース・アドベンチャーズ 1回目の宇宙飛行       | 前澤友作, スペース・アドベンチャーズ 1回目の宇宙飛行       |
| 宇宙旅行参加者 | 平野陽三, スペース・アドベンチャーズ 1回目の宇宙飛行       | 平野陽三, スペース・アドベンチャーズ 1回目の宇宙飛行       |

### バックアップクルー
| 地位           | 乗組員                                                     | 乗組員                                                     |
| -------------- | ---------------------------------------------------------- | ---------------------------------------------------------- |
| コマンダー     | アレクサンドル・スクボルソフ, ロスコスモス 2回目の宇宙飛行 | アレクサンドル・スクボルソフ, ロスコスモス 2回目の宇宙飛行 |
| 宇宙飛行参加者 | 小木曽詢, スペース・アドベンチャーズ 1回目の宇宙飛行       | 小木曽詢, スペース・アドベンチャーズ 1回目の宇宙飛行       |
| 宇宙飛行参加者 | 無し                                                       | 無し                                                       |

### 搭乗者の選定
2021年5月13日、スペース・アドベンチャーズ社はソユーズの2つの席をいずれも、日本の実業家前澤友作が取得し、前澤と同時に宇宙へ向かうのは彼のマネージャー兼プロデューサーを務める平野陽三になると発表した。日本人が2名同時にISSへ打ち上げられるのは史上初めてとなる。
公式発表以前はオーストリアのパイロット、ヨハンナ・メイスリンガーが搭乗者のうち一人に選ばれたことが確実視されていたが、ソユーズへの搭乗者が決定した後の2021年7月になりスペース・アドベンチャーズ社のモスクワの事務所は「彼女を今回の宇宙旅行の正当な候補者として扱ったことはない」とするコメントを出した。このほか、日本の歌手松任谷由実が搭乗者として有力視されていると報じた媒体もあった。

## 以前との変更点
今回のフライトは、ソユーズでは初の完全商業目的のフライトである。また、宇宙旅行者のソユーズへの搭乗という面で見ても2009年に打ち上げられたTMA-16で搭乗したギー・ラリベルテ（カナダ国籍、シルク・ドゥ・ソレイユ創設者）以来12年ぶりとなる。スペース・アドベンチャーズ社はこれ以後もソユーズMSによる民間人の宇宙旅行を計画しており、2022年10月に打ち上げが予定されているMS-23でも2名がISSに向かって打ち上げられ、こちらは6ヶ月間をISSで過ごすこととなっている。
また、これまでのISSへの宇宙旅行は長期滞在中の宇宙飛行士の交代のタイミングを利用した形や、「タクシークルー」と呼ばれたISSにドッキングしているソユーズの交換に便乗する形で行われていたが、MS-20においてはそれらとは異なり、往復ともに宇宙旅行者が搭乗し宇宙への移動手段として用いられる純粋な宇宙旅行を目的とした専用のフライトである点が、これまでのソユーズによる民間人の宇宙旅行の形態とは大きく異なる。

## 展示
2023年11月から12月に開催された「NIHONBASHI SPACE WEEK 2023」で、ソユーズ帰還モジュールの実物および前澤が着用したソコル宇宙服が展示された。帰還モジュールは帰還後に前澤が購入したもので、金額は非公開。
- 展示された帰還モジュール
- パラシュート
- 帰還モジュールの内部
- 前澤が着用したソコル宇宙服